# António Stieff
Anton Stieff, S.J. (1660 – 1729), conhecido em Portugal pela forma aportuguesada António Stieff, foi um padre jesuíta austríaco, natural de Linz, que acompanhou a rainha D. Maria Ana de Áustria em Portugal, na condição de confessor régio.